# Шуица
 Тази статия е за селото в Словения.  За хърватския политик вижте Дубравка Шуица.  
Шуица (на словенски: Šujica) е село в Словения, Средна Словения, община Доброва-Полхов Градец. Според Националната статистическа служба на Република Словения през 2002 г. селото има 387 жители.